# Auguste Carli
Auguste Carli (Marseille, 12 juli 1868 - Parijs, 28 januari 1930) was een Frans beeldhouwer.
Hj was de broer van de beeldhouwer François Carli (1872-1957).
De Place Auguste et François Carli, een stadsplein in Marseille, is naar hem en zijn broer vernoemd.

## Biografie
Auguste Carli volgde lessen aan de École des beaux-arts van Marseille, als leerling van de beeldhouwer Émile Aldebert. In feite was hij voorbestemd om het ouderlijk gipsgieterijbedrijf over te nemen, maar in 1890 kreeg hij een beurs om zijn opleiding te voltooien in het atelier van Jules Cavelierde aan de École nationale supérieure des Beaux-Arts in Parijs .
In 1897 behaalde hij de tweede plaats in de "Prix de Rome", wat een aantal deuren voor hem opende en waardoor hij definitief voor het beeldhouwen koos, terwijl zijn broer François de gipsgieterij zou overnemen die hij combineerde met een carrière als beeldhouwer.
Op 30 januari kreeg hij zijn eerste staatsopdracht: twee beeldhouwwerken voor de lateien van de zijdeuren van het centrale portiek van het Grand Palais in Parijs. Het thema was "spelende kinderen".
Hij ging in Marseille wonen en kreeg er opdrachten voor verschillende monumentale werken, zoals twee beelden aan weerszijden van de hoofdtrap van het Station Marseille Saint-Charles, een borstbeeld van de politicus Paul Peytral en een sculptuur voor het gebouw van de Caisse d'Épargne op de hoek van Cours Pierre Puget en Place Estrangin in Marseille. Henriette Etienne Albrand, de dochter van reder Joseph Étienne, gaf Auguste Carli in 1904 de opdracht om een monumentale fontein te maken ter herdenking aan haar vader. Deze fontein met een beeldhouwwerk van Amphitrite, die in 1906 werd ingewijd, staat op de Place Joseph Étienne In Marseille.
Auguste Carli maakte ook verschillende religieuze werken, waaronder het beeld "Jezus Christus en de Heilige Veronica" bestemd voor de kathedraal van Marseille, dat in 1906 tentoongesteld werd op de Koloniale tentoonstelling in Marseille. Van deze werken werden in de gipsgieterij van zijn broer gipsen maquettes gemaakt die als souvenir werden verkocht.
Hij was tevens de ontwerper van het graf van Adolphe Joseph Thomas Monticelli (1824-1886) in het Palais Longchamp in Marseille. Daarnaast maakte hij ook beeldhouwenwerken voor het kerkhof Saint-Pierre in Marseille.
Zijn sympathie voor radicaal-socialistische kringen leverden hem opdrachten op voor het Monument voor senator Victor Leydet (1910) in Aix-en-Provence, het Monument voor Camille Pelletan in Salon-de-Provence (1922) en het Monument voor Paul Peytral (1926) in Parc Borély in Marseille.
Hij maakte ook de beelden voor het oorlogsmonument in Nîmes (1923).
Samen met zijn broer François was hij in Marseille promotor van de religieuze beeldhouwkunst, onder meer door hun activiteiten in het "atelier-museum Gebroeders Carli".
Auguste Carli werd op 30 juni 1919 aangesteld als assistent-professor "praktische beeldhouwkunst "steen en marmer" (directe gravure)" aan de Nationale School voor Schone Kunsten van Marseille.
Hij stierf op 28 januari 1930 in Parijs.

## Verwarring
Er is geen verband tussen Auguste en François Carli uit Marseille en het bedrijf "A. Carli Frères" uit Schaarbeek. De stichters van dit bedrijf waren de broers Antonio en Ambrogio Carli, allebei beeldhouwers, afkomstig uit Bagni di Lucca. Auguste Carli wordt dikwijls foutief beschouwd als de beeldhouwer van werken die geproduceerd zijn door A.Carli Frères, waar Gustave Van Vaerenbergh en Riccardo Aurili de bekendste beeldhouwers waren. In deze onderneming werden de werken gesigneerd met de naam van de beeldhouwer zelf, maar ook met onder meer "Carli", "A.Carli" en "G.Carli". Het bedrijf uit Schaarbeek is dus geen bijhuis van de gebroeders Carli uit Marseille zoals dikwijls beweerd wordt.

## Oeuvre
- 1895:
  - Parijs,:École nationale supérieure des arts décoratifs "Faune dansant" (tweede prijs "Prix Bridan")[14]
  - Parijs,École nationale supérieure des arts décoratifs : "Levend model" (Beeldhouwwerk in gips voor het behalen van de "Grande Médaille)[15]

- 1898 :
  - Marseille Museum voor Schone Kunsten:: "Dante aux enfers, le combat des démons"[16][17]
  - Parijs École nationale supérieure des arts décoratifs:"La Fierté"[18]

- 1900:
  - Parijs, Grand Palais: twee voorstellingen van spelende kinderen (linteaux des portes latérales du porche central)
  - Bagnols-sur-Cèze: 'Monument ter ere van Joseph Thome' (samen met de beeldhouwer Laurent Marqueste : o.a. het bronzen medaillon van de politieker André Thome (kleinzoon van Joseph Thome) is van de hand van Auguste Carli[19]
  - Marseille Kathedraal Sainte-Marie-Majeure: "Sainte Véronique et le Christ" (marmer) (beeld in gips tentoongesteld op het Salon van Parijs, in het zelfde jaar maakte hij het beeld in marmer bestemd voor de kathedraal)[20][21]

- 1902:
  - Clermont-Ferrand, Place Michel-de-l'Hôpital: "La Lutte de Jacob avec l'Ange" (het gevecht van Jacob met de engel) (Andere naam "La Lutte de l'Esprit pour triompher de la Matière") (de strijd van geest voor overwinning op de materie)(marmer). Hij maakte ook een beeld in gips bestemd voor het Museum van Schone Kunsten van Marseille dat tentoongesteld werd op het Salon van Parijs. Carli maakte twee maquettes van het beeld, één met open vleugels en één met dichtgevouwen vleugels)[22][23][11]

- 1903:
  - Gardanne, Cours de la République: "Buste de la marquise de Gueidan" (ook genoemd:"La Bonne Personne")[24]

- 1904:
  - Marseille, Caisse d'épargne: "L'Épargne" of "La Prévoyance dans ses fonctions"[25]

- 1906:
  - Marseille:Place Joseph-Étienne:: "Le Triomphe d'Amphitrite" (fontein)[26]

- 1909:
  - Marseille, palais Longchamp: "Monument ter ere van de kunstschilder Adolphe Monticelli"[27]

- 1910:
  - Aix-en-Provence" Monument ter ere van Victor Leydet" (het aanvankelijk bronzen beeld werd in 1943 gesmolten door de Duitse bezetter en later vervangen door een kleiner gipsen beeld)[28]

- 1911-1915:
  - Marseille, Monumentale trap van het station Marseille-Saint-Charles: twee beeldengroepen zijn van Auguste Carli: "Marseille Colonie Grecque" en  "Marseille Porte d'Orient"[29]

- 1913: Marseille Museum voor Schone Kunsten: "Buste van Paul Peytral" (brons)[30]
- 1922:
  - Salon-de-Provence: "Monument ter ere vanCamille Pelletan" (in Cassis steen)[31]
  - Saint-Jean-du-Gard: Oorlogsmonument 1914-1918[32]

- 1924: Nîmes Oorlogsmonument 1914-1918 (1924)
- 1926: Marseille, Parc Borély: "Monument ter ere van Paul Peytral"
- 1927 : Draguignan: Oorlogsmonument 1914-1918[33]

- Niet gekende datum:
  - Marseille Museum voor Schone Kunsten "Le Rhône" (verworven in 1930)[34]
  - Marseille Opera: "Buste van Carmen"[35]
  - Blois: Museum van het kasteel van Blois: "Omphale" (het terracotta beeld werd verworven in 1933,vervolgens omgezet in marmer)[36]
  - Issy-les-Moulineaux, Parc Municipal Henri-Barbusse: "Praxitèle" of "De Denker"
  - Marseille, kerkhof Saint-Pierre: "L'Envol"
  - Marseille: Kerkhof Saint-Pierre: meerder graftomben, waaronder "Envoi" (grafmonument voor de familie Pau)

## Galerij

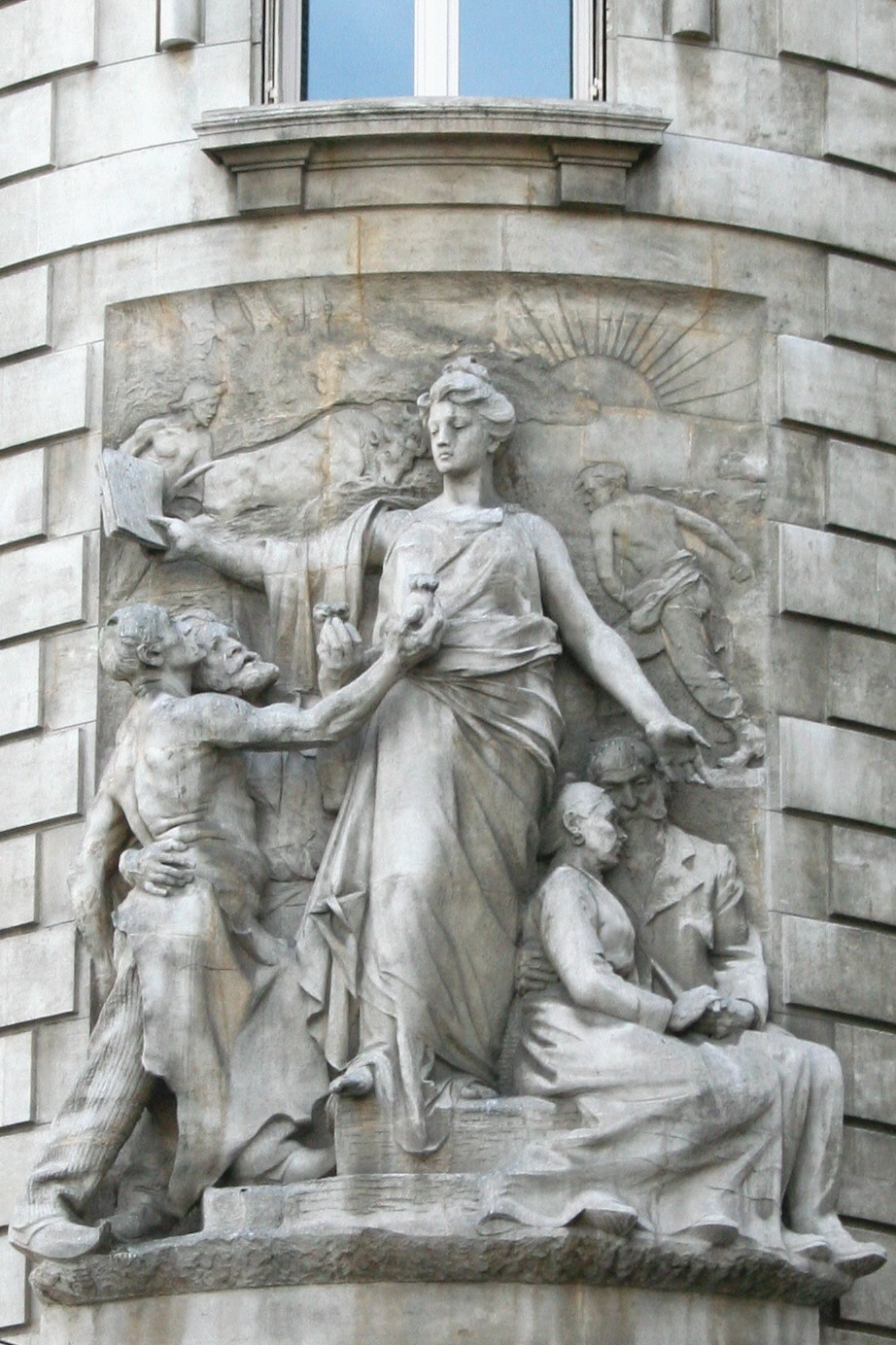
Beeldhouwwerk van Auguste Carli op het gebouw van de "Caisse d'Épargne" in Marseille
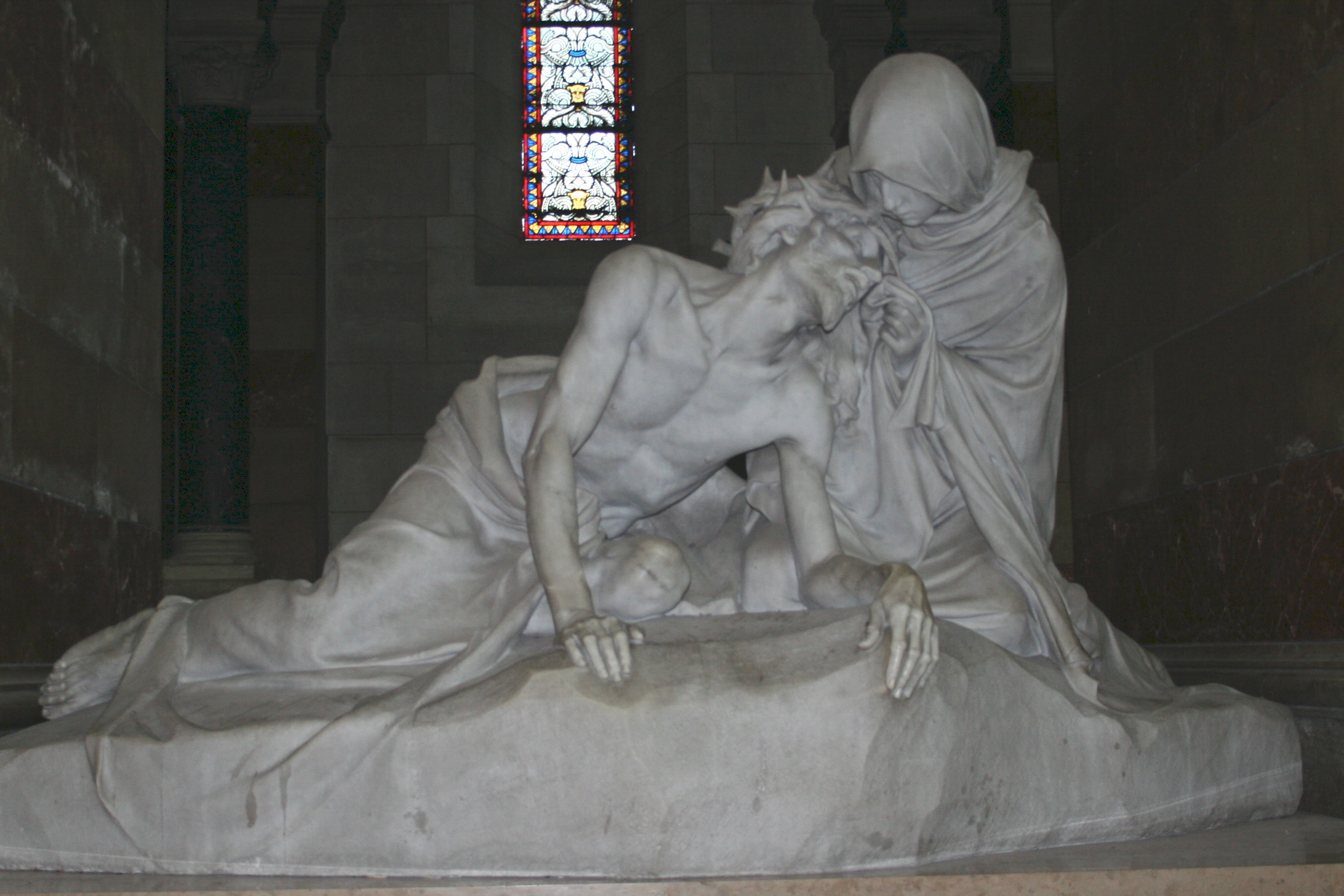
'Christus en de Heilige Veronica' van Auguste Carli in de kathedraal van Marseille
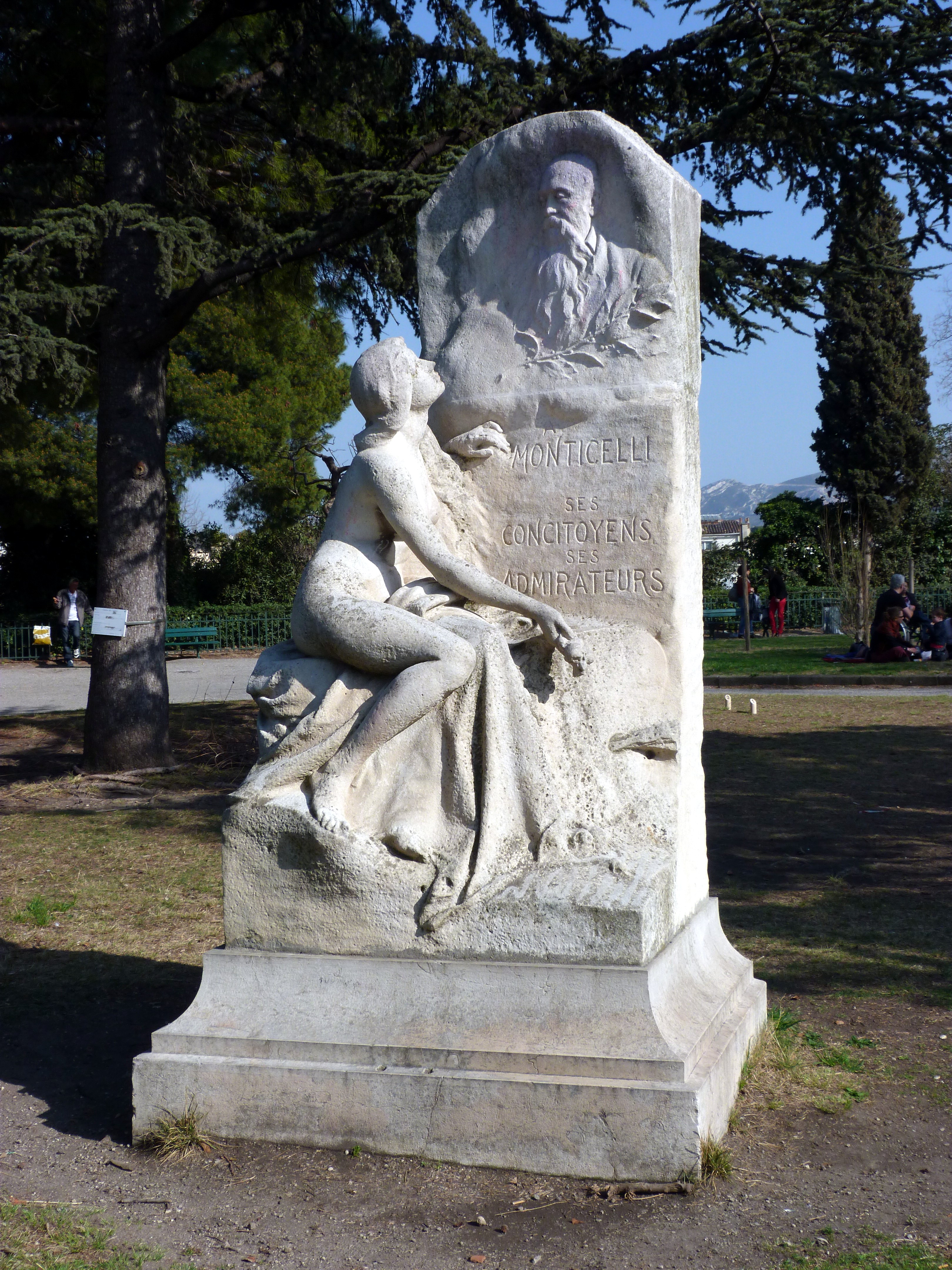
Grafsteen van Adolphe Joseph Thomas Monticelli in Marseille, ontworpen Auguste Carli
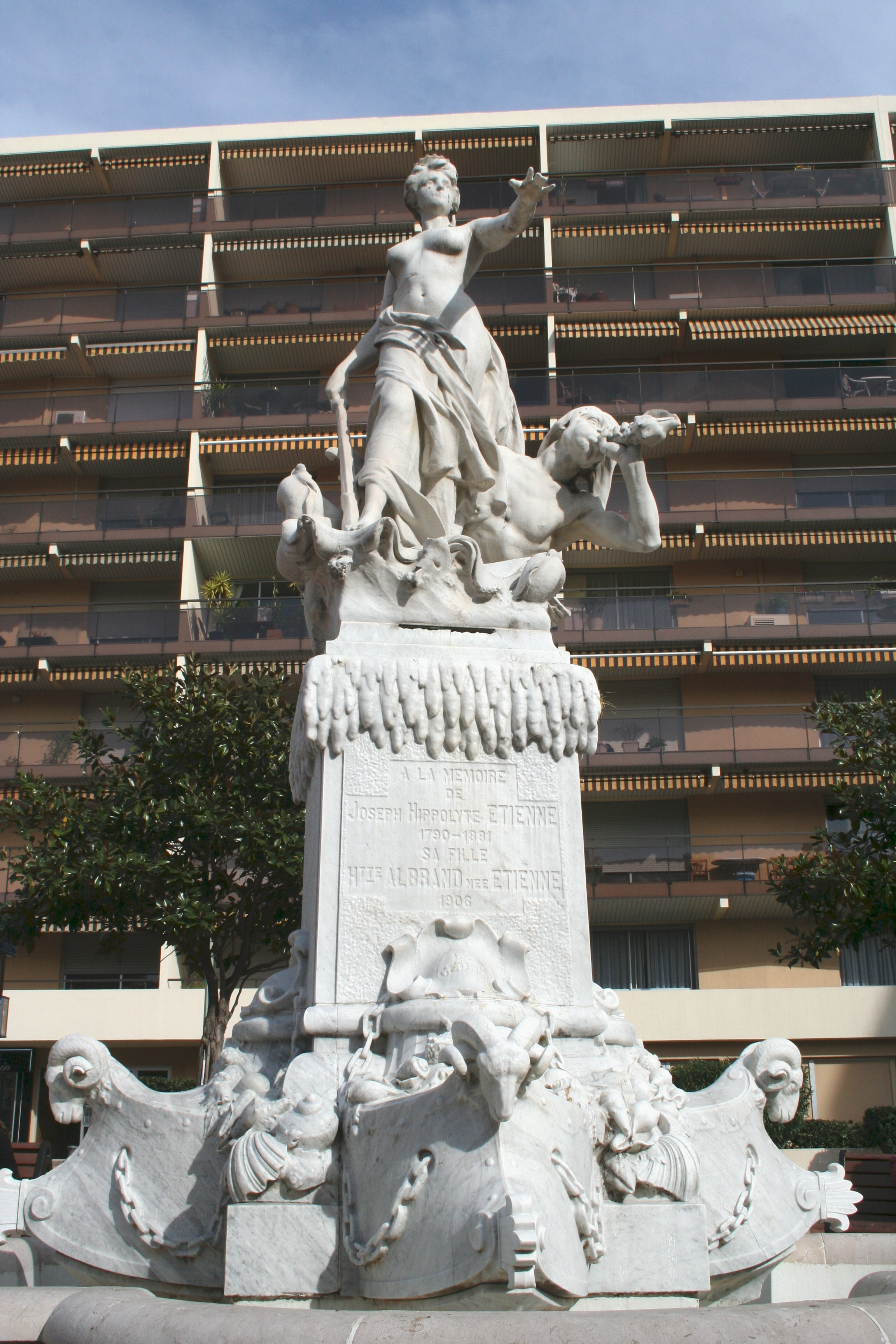
Fontein met een beeldhouwwerk van Amphitrite op de Place Joseph Etienne in Marseille
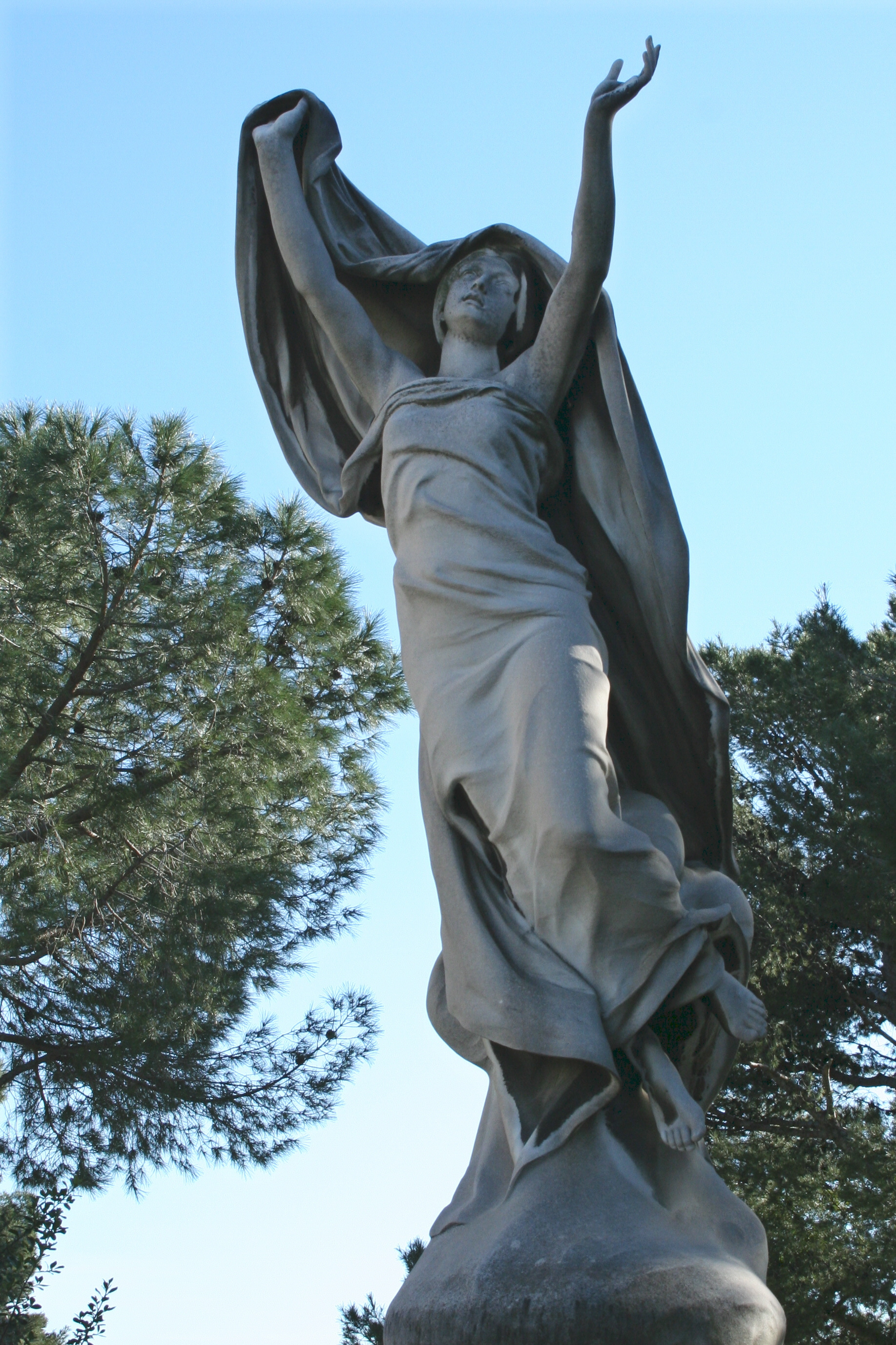
Beeld ontworpen door Auguste Carli op het kerkhof Saint-Pierre in Marseille
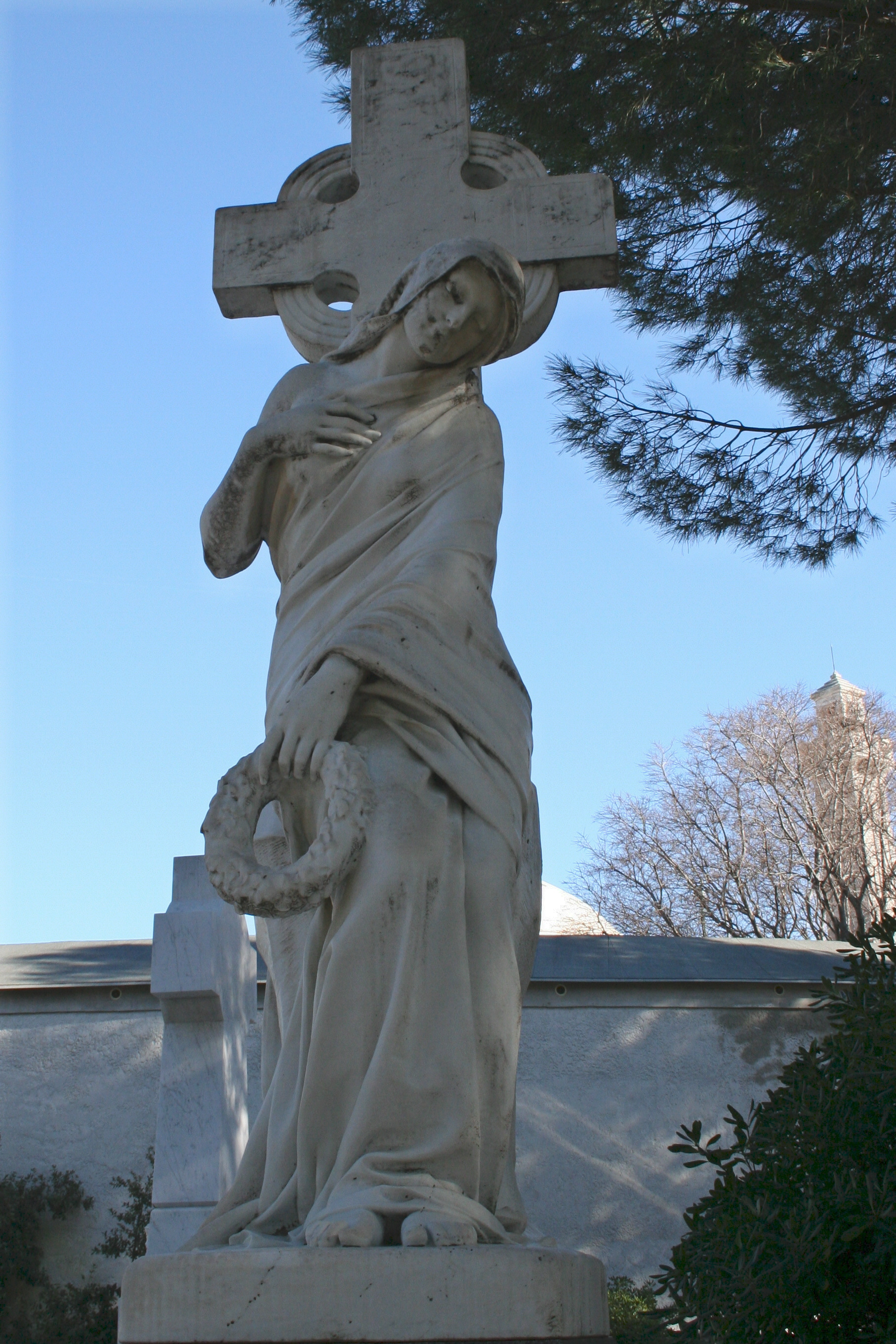
Beeld ontworpen door Auguste Carli op het kerkhof Saint-Pierre in Marseille
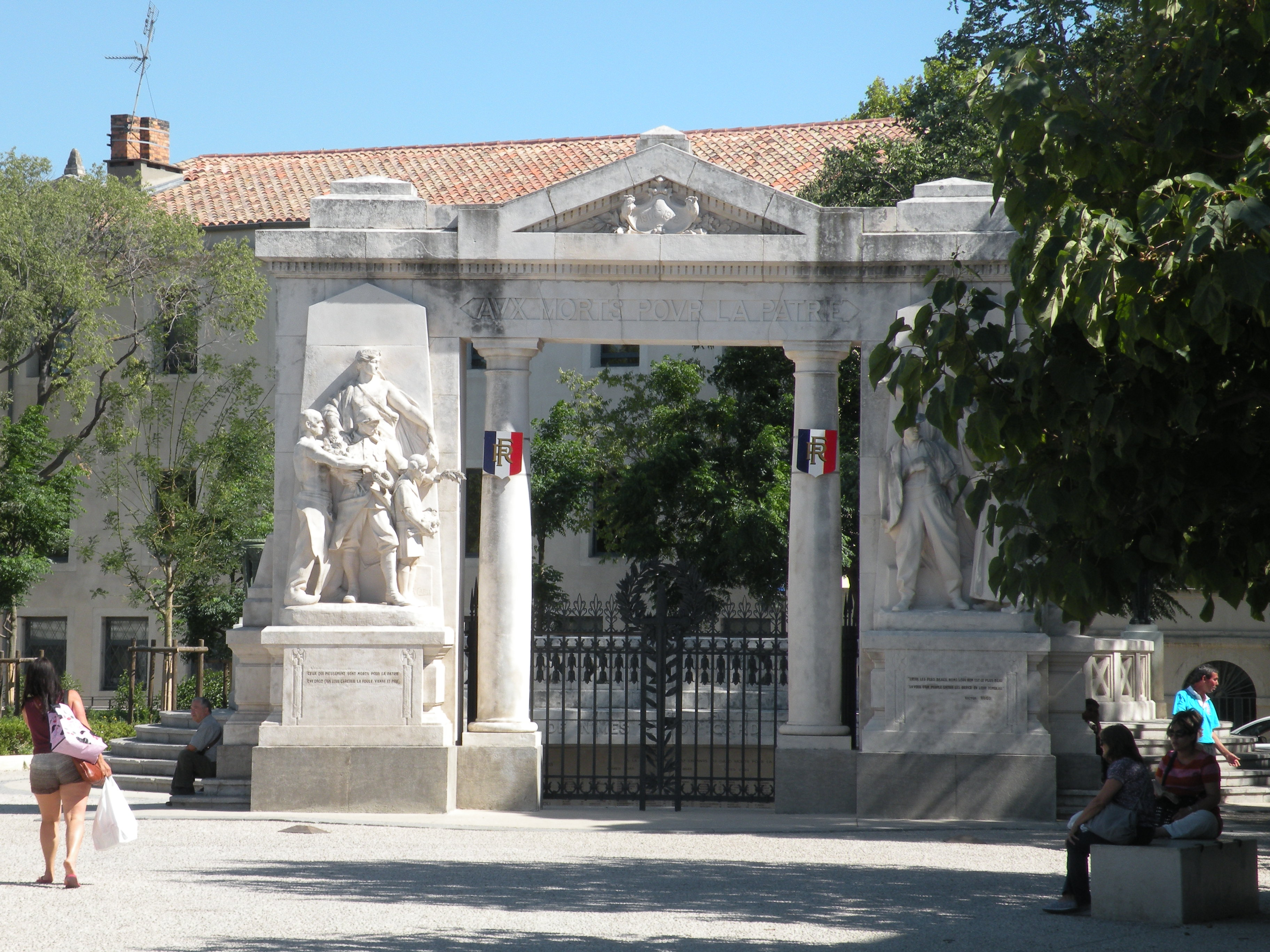
Nîmes: oorlogsmonument
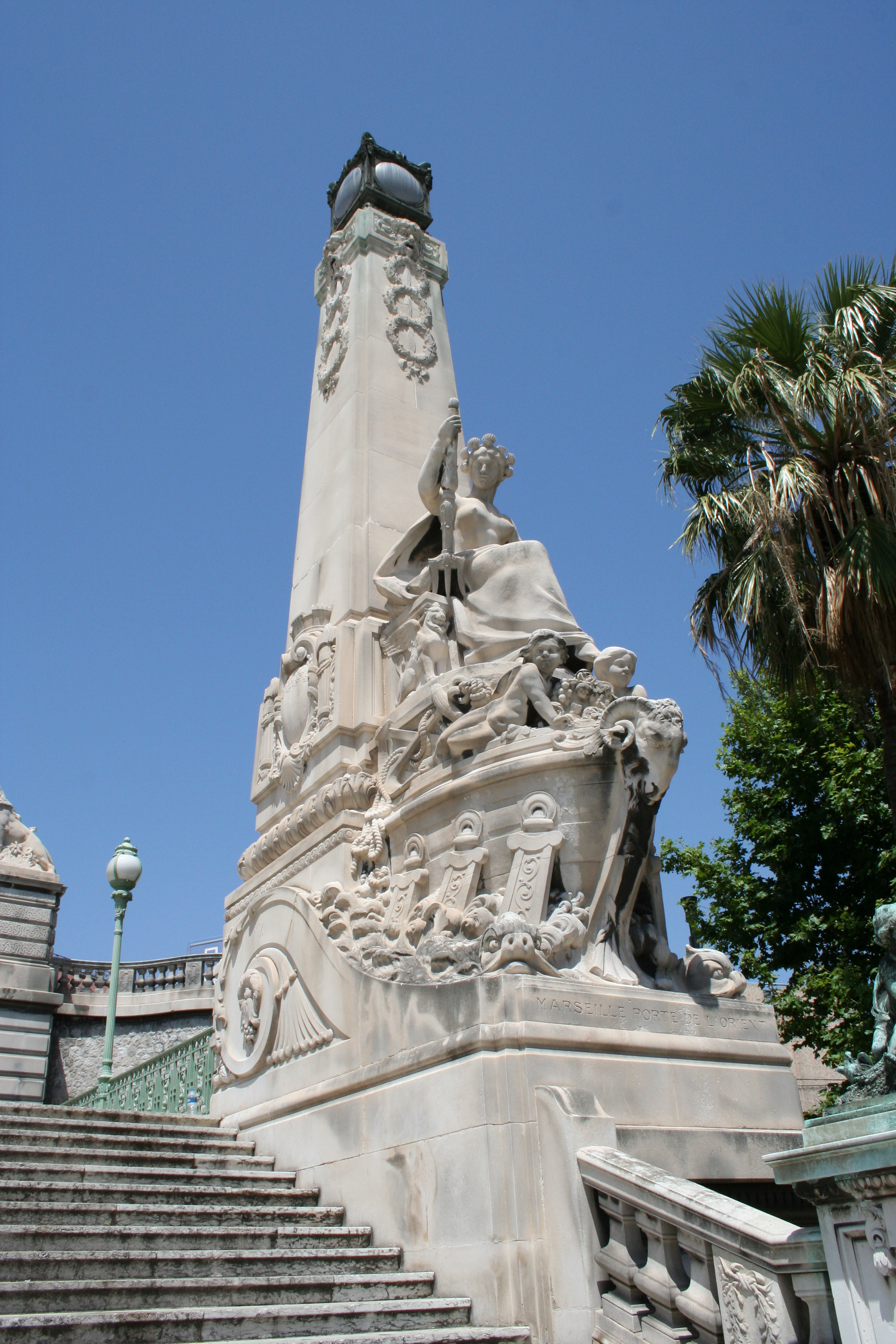
'Marseille Porte de l'Orient' van Auguste Carli langs de hoofdtrap van het Gare Saint-Charles